# Washington D.C. Area Film Critics Association Awards 2021
Na 20. ročníku udílení cen Washington D.C. Area Film Critics Association Awards byly předány ceny v těchto kategoriích dne 6. prosince 2021.

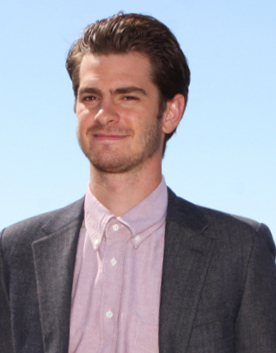
Andrew Garfield, vítěz v kategorii nejlepší herec

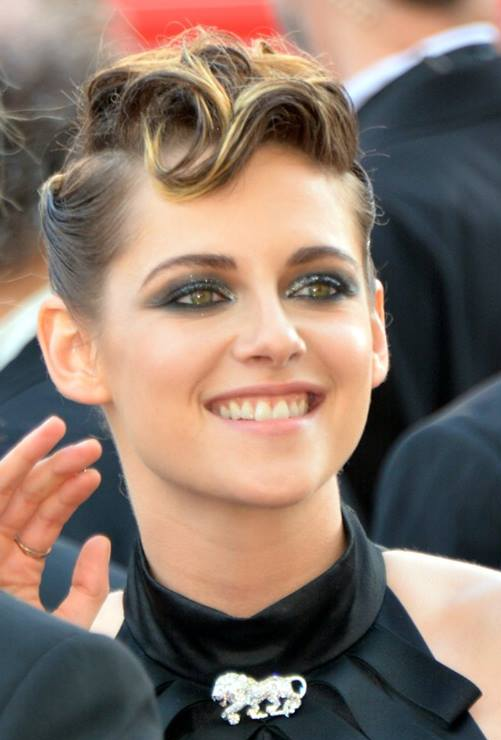
Kristen Stewart, vítězka v kategorii nejlepší herečka

## Vítězové a nominovaní
| Nejlepší film | Nejlepší režisér |
| --- | --- |
| Belfast - Zelený rytíř - Síla psa - Tick, tick… BOOM! - West Side Story | Jane Campion – Síla psa - Kenneth Branagh – Belfast - David Lowery – Zelený rytíř - Steven Spielberg – West Side Story - Denis Villeneuve – Duna                                         |
| Nejlepší animovaný film | Nejlepší herec v hlavní roli |
| Rodina na baterky - Encanto - Utéct - Luca - Raya a drak | Andrew Garfield – Tick, tick… BOOM! - Nicolas Cage – Pig - Benedict Cumberbatch- Síla psa - Will Smith – Král Richard: Zrození šampiónek - Denzel Washington – The Tragedy of Macbeth    |
| Nejlepší herečka v hlavní roli | Nejlepší herec ve vedlejší roli |
| Kristen Stewart – Spencer - Olivia Colman – Temná dcera - Nicole Kidman – Ricardovi - Lady Gaga – Klan Gucci - Tessa Thompson – Přebíhání | Kodi Smit-McPhee – Síla psa - Jamie Dornan – Belfast - Ciarán Hinds – Belfast - Troy Kotsur – V rytmu srdce - Jesse Plemons – Síla psa                                                   |
| Nejlepší herečka ve vedlejší roli | Nejlepší původní scénář |
| Aunjanue Ellis – Král Richard: Zrození šampiónek - Caitríona Balfe – Belfast - Ariana DeBose – West Side Story - Ann Dowd – Mass - Kirsten Dunst – Síla psa | Kenneth Branagh – Belfast - Mike Mills – C'mon C'mon - Zach Baylin – Král Richard: Zrození šampiónek - Paul Thomas Anderson – Lékořicová pizza - Fran Kranz – Mass                       |
| Nejlepší adaptovaný scénář | Nejlepší dokument |
| Jane Campion – Síla psa - Siân Heder – V rytmu srdce - Jon Spaihts, Denis Villeneuve a Eric Roth – Duna - Steven Levenson – Tick, tick… BOOM! - Tony Kushner – West Side Story | Summer of Soul (... aneb Když se revoluce nesměla vysílat) - The First Wave - Utéct - Záchrana - Val                                                                                     |
| Nejlepší cizojazyčný film | Nejlepší kamera |
| Drive My Car - Hrdina - Ada - Titan - Nejhorší člověk na světě | Greig Fraser – Duna - Haris Zambarloukos – Belfast - Andrew Droz Palermo – Zelený rytíř - Ari Wegner – Síla psa - Bruno Delbonnel – The Tragedy of Macbeth                               |
| Nejlepší střih | Nejlepší skladatel |
| Myron Kerstein a Andrew Weisblum – Tick, tick… BOOM! - Úna Ní Dhonghaíle – Belfast - Joe Walker – Duna - Andrew Weisblum – Francouzská depeše Liberty, Kansas Evening Sun - Peter Sciberras – Síla psa                                                                                           | Hans Zimmer – Duna - Bryce Dessner a Aaron Dessner – Cyrano - Alexandre Desplat – Francouzská depeše Liberty, Kansas Evening Sun - Jonny Greenwood – Síla psa - Jonny Greenwood -Spencer |
| Nejlepší výprava | Nejlepší obsazení |
| Patrice Vermette, Richard Roberts a Zsuzsanna Sipos – Duna - Jim Clay a Claire Nia Richards – Belfast - Adam Stockhausen a Rena DeAngelo – Francouzská depeše Liberty, Kansas Evening Sun - Tamara Deverell a Shane Vieau – Ulička přízraků - Adam Stockhausen a Rena DeAngelo – West Side Story | Mass - Belfast - Francouzská depeše Liberty, Kansas Evening Sun - Tím tvrdší je pád - Síla psa                                                                                           |
| Nejlepší mladý herec | Nejlepší hlas |
| - Woody Norman – C'mon C'mon - Jude Hill – Belfast - Emilia Jones – V rytmu srdce - Saniyya Sidney – Král Richard: Zrození šampiónek - Rachel Zegler – West Side Story | Awkwafina – Raya a drak - Stephanie Beatriz – Encanto - Abbi Jacobson – Rodina na baterky - Kelly Marie Tran – Raya a drak - Jacob Tremblay – Luca                                       |